# Patrick Doyle
Patrick Doyle (Uddingston, 6 april 1953) is een Schots muzikant en filmcomponist. Zijn samenwerking met Kenneth Branagh en de Shakespare-gemeenschap is algemeen bekend, maar zijn veelzijdige muziek iets minder. Hij componeert onder andere orkest soundtracks voor verschillende genres films, waaronder animatiefilms van Disney, de gangsterfilm Carlito's Way en Marry Shelley's Frankenstein. In de jaren negentig ontving hij twee Oscar-nominaties voor de films Sense and Sensibility en Hamlet.
Doyle kreeg meer internationale belangstelling na het componeren van de filmmuziek voor Harry Potter en de Vuurbeker, die in 2005 in de bioscoop verscheen. De Disney film Cinderella uit 2015, was Doyle's elfde samenwerking met Branagh. In de jaren tachtig en negentig was Doyle ook even te bewonderen als acteur met enkele bijrollen in films. Zo was hij in een klein rolletje te zien in de film Chariots of Fire en films waarbij hij ook de filmmuziek componeerde zijn Dead Again, Much Ado About Nothing en Mary Shelley's Frankenstein. In 2012 sprak hij ook de stem in van Martin in de Walt Disney en Pixar animatiefilm Brave.

## Filmografie
| Jaar | Titel                               | Opmerkingen                 |
| ---- | ----------------------------------- | --------------------------- |
| 1989 | Henry V                             |                             |
| 1990 | Shipwrecked                         |                             |
| 1991 | Dead Again                          |                             |
| 1992 | Indochine                           |                             |
| 1992 | Into the West                       |                             |
| 1993 | Carlito's Way                       |                             |
| 1993 | Much Ado About Nothing              |                             |
| 1993 | Needful Things                      |                             |
| 1994 | Mary Shelley's Frankenstein         | ook bekend als Frankenstein |
| 1994 | Exit to Eden                        |                             |
| 1995 | A Little Princess                   |                             |
| 1995 | Sense and Sensibility               |                             |
| 1995 | Une femme francaise                 |                             |
| 1996 | Hamlet                              |                             |
| 1996 | Mrs. Winterbourne                   |                             |
| 1997 | Donnie Brasco                       |                             |
| 1998 | Great Expectations                  |                             |
| 1998 | Quest for Camelot                   |                             |
| 1999 | East-West                           |                             |
| 2000 | Blow Dry                            |                             |
| 2000 | Love's Labour's Lost                |                             |
| 2001 | Bridget Jones' Diary                |                             |
| 2002 | Killing Me Softly                   |                             |
| 2002 | Gosford Park                        |                             |
| 2003 | Calendar Girls                      |                             |
| 2003 | Secondhand Lions                    |                             |
| 2003 | The Galindez File                   |                             |
| 2004 | Nouvelle-France                     |                             |
| 2005 | Harry Potter and the Goblet of Fire |                             |
| 2005 | Nanny McPhee                        |                             |
| 2005 | Man to Man                          |                             |
| 2005 | Wah-Wah                             |                             |
| 2006 | Jekyll + Hyde                       |                             |
| 2006 | As You Like It                      |                             |
| 2006 | Eragon                              |                             |
| 2006 | The Last Legion                     |                             |
| 2007 | Sleuth                              |                             |
| 2007 | Have Mercy on Us All                |                             |
| 2008 | Nim's Island                        |                             |
| 2008 | Igor                                |                             |
| 2010 | Main Street                         |                             |
| 2011 | Thor                                |                             |
| 2011 | Rise of the Planet of the Apes      |                             |
| 2012 | Brave                               |                             |
| 2014 | Jack Ryan: Shadow Recruit           |                             |
| 2015 | Cinderella                          |                             |
| 2016 | Whisky Galore                       |                             |
| 2016 | A United Kingdom                    |                             |
| 2017 | The Emoji Movie                     |                             |
| 2017 | Murder on the Orient Express        |                             |
| 2018 | Sgt. Stubby: An American Hero       |                             |
| 2018 | All Is True                         |                             |
| 2020 | Artemis Fowl                        |                             |

## Overige producties

### Computerspellen
| Jaar | Titel     | Opmerkingen |
| ---- | --------- | ----------- |
| 2012 | Brave     |             |
| 2013 | Puppeteer |             |

### Televisiefilms
| Jaar | Titel                           | Opmerkingen |
| ---- | ------------------------------- | ----------- |
| 1988 | Twelfth Night, or What You Will |             |
| 1989 | Look Back in Anger              |             |

### Documentaires
| Jaar | Titel                | Opmerkingen              |
| ---- | -------------------- | ------------------------ |
| 2011 | Jig                  |                          |
| 2014 | Enchanted Kingdom 3D | ook bekend als Nature 3D |

### Korte Films
| Jaar | Titel                | Opmerkingen |
| ---- | -------------------- | ----------- |
| 2011 | Sarajevo             |             |
| 2012 | The Legend of Mor'du |             |

## Prijzen en nominaties

### Academy Awards
| Jaar | Titel                 | Categorie                    | Uitslag     |
| ---- | --------------------- | ---------------------------- | ----------- |
| 1996 | Sense and Sensibility | Beste dramatische filmmuziek | Genomineerd |
| 1997 | Hamlet                | Beste dramatische filmmuziek | Genomineerd |

### BAFTA Awards
| Jaar | Titel                 | Categorie        | Uitslag     |
| ---- | --------------------- | ---------------- | ----------- |
| 1996 | Sense and Sensibility | Beste filmmuziek | Genomineerd |

### Golden Globe Awards
| Jaar | Titel                 | Categorie        | Uitslag     |
| ---- | --------------------- | ---------------- | ----------- |
| 1992 | Dead Again            | Beste filmmuziek | Genomineerd |
| 1996 | Sense and Sensibility | Beste filmmuziek | Genomineerd |

## Hitlijsten

### Albums
| Album met hitnotering(en) in de Vlaamse Ultratop 200 albums | Datum van verschijnen | Datum van binnenkomst | Hoogste positie | Aantal weken | Opmerkingen |
| ----------------------------------------------------------- | --------------------- | --------------------- | --------------- | ------------ | ----------- |
| Brave                                                       | 2012                  | 28-07-2012            | 138             | 6            | soundtrack  |
| Cinderella                                                  | 2015                  | 21-03-2015            | 186             | 1            | soundtrack  |